# Хайнрих фон Лайнинген
Хайнрих фон Лайнинген (на немски: Heinrich von Leiningen, † 18 януари 1272 вероятно във Вормс) от фамилията Лайнинген, е канцлер на Свещената Римска империя. От 1254 до 1255 г. е епископ на Вюрцбург и от 1245 до смъртта си епископ на Шпайер.

## Биография
Той е син на Фридрих II († 1237), граф на Лайнинген, и съпругата му Агнес фон Еберщайн. Племенникът му Фридрих фон Боланден (син на сестра му Кунигунда) става негов наследник като епископ.
Като канцлер Хайнрих е през 1257 г. в свитата на крал Алфонсо X от Кастилия.